# Fungemia
La  fungemia  o  funghemia  è una infezione dovuta alla presenza di funghi o lieviti nel sangue. Il tipo più comune, noto anche come candidemia, è causato da funghi della specie Candida
, ma sono possibili infezioni da altri funghi: Saccharomyces, Aspergillus e Cryptococcus. Si osserva più comunemente in soggetti immunosuppressi o immunocompromessi con grave neutropenia, neoplasie o in pazienti sottoposti a cateterismo.

## Epidemiologia
Le infezioni fungine del sangue possono essere notevolmente sotto-diagnosticate e sotto-segnalate.
Negli studi su una ampia casistica di pazienti con malattie ematologiche o tumori solidi l’incidenza di infezioni nelle diverse malattie ematologiche è risultata del 4,2% nelle malattie ematologiche non trapiantate e sale al 14,6% nei pazienti trapiantati, per una media su tutte le malattie ematologiche del 2,3%, che scende all’1,5% nel tumore solido.
Le infezioni prevalenti (86,9%) sono da Candida di cui il 40,4% rappresentato dalle candida albicans, mentre le muffe e gli altri funghi erano molto rari. La distribuzione delle varie specie di Candida non albicans (46,5%) vede una presenza molto elevata di candida tropicalis, glabrata e krusei.
La candidemia è considerate l'infezione invasiva più frequente nei pazienti ospedalizzati, classificata in quarta posizione tra le infezioni ospedaliere.
Studi epidemiologici hanno concluso che il numero di sepsi ematiche negli USA causate da organismi fungini è aumentato del 207% tra il 1979 e il 2000. 
Negli anni più recenti l'incidenza sulla popolazione non è aumentata attestandosi nelle diverse aree degli USA da 10 a 14 su 100 000 
In Italia nei pazienti con leucemia mieloide acuta le infezioni fungine rilevate in una ricerca hanno un’incidenza complessiva del 3,7% con una netta prevalenza dei casi sostenuti da muffe aspergillus.
Il tasso di mortalità rilevato da vari studi risulta particolarmente alto (30-81% per candidemie e oltre il 14% per infezioni da aspergillus), considerando però che in gran parte si tratta di decessi associati ad infezioni ospedaliere in soggetti con la salute già compromessa da altre malattie e che, mentre per le infezioni da aspergillus le terapie antimicotiche si sono rivelate particolarmente efficaci, stanno emergendo specie e ceppi di candida resistenti ai più comuni trattamenti antifungini.

## Fattori di rischio
I principali fattori di rischio sono:
- la riduzione della flora intestinale
- l'utilizzo di steroidi
- l'utilizzo di antibiotici ad ampio spettro
- Dialisi
- Diabete
- Immunodeficienza
- cateterismo venoso centrale
- operazioni chirurgiche
- ustioni

## Segni e sintomi
Le più comuni fungemie normalmente provocano una febbre con brividi, senza sintomi specifici, che non migliora dopo il trattamento antibiotico per sospette infezioni batteriche.
Alcuni pazienti sviluppano una sindrome simile alla sepsi batterica fulminante che può includere shock, oliguria, arresto renale e coagulazione intravascolare diffusa.

## Complicanze
Le complicanze della fungemia derivano dalla diffusione dell'infezione attraverso il flusso sanguigno e possono produrre infezioni in quasi ogni tessuto o organo. Oltre a micosi invasive vengono riportate: endo-oftalmite, endocardite, meningite e osteomielite.

## Diagnosi
La diagnosi tempestiva, l'identificazione del micete e l'inizio della terapia antifungina adeguata sono fondamentali nella gestione delle fungemie e nella prevenzione delle complicanze. Uno studio su 157 pazienti con candidemia tra il 2001 e il 2004 e ha concluso che un ritardo superiore a 12 ore nell'inizio del trattamento antifungino dopo una coltura del sangue positiva è associato ad un tasso di mortalità molto più elevato (33 vs 11%, p = 0.018). Nuovi ceppi e specie particolarmente virulente e antibiotico-resistenti, come la candida auris se non riconosciuti possono venir trattati con antifungini inadeguati.
Nonostante lo sviluppo di nuovi antimicotici e nuove procedure e strumentazioni di laboratorio, la diagnosi della fungemia rimane ancora un grande ostacolo.

## Terapia
A seconda del micete e dei tessuti infettati possono essere utilizzati singoli o in combinazione gli antifungini delle famiglie più comuni: azoli (es. fluconazolo, itraconazolo), echinocandine(es. caspofungina, micafungina, amfotericina B. Nel caso di ceppi o specie antibiotico-resistenti le opzioni di trattamento disponibili per i pazienti con infezioni invasive sono molto limitate.